# União da Vitória (ort)
União da Vitória är en ort i Brasilien.   Den ligger i kommunen União da Vitória och delstaten Paraná, i den södra delen av landet, 1 200 km söder om huvudstaden Brasília. União da Vitória ligger 759 meter över havet och antalet invånare är 48 741.
Terrängen runt União da Vitória är kuperad åt nordväst, men åt sydost är den platt. União da Vitória är det största samhället i trakten.
Runt União da Vitória är det i huvudsak tätbebyggt. Runt União da Vitória är det ganska tätbefolkat, med 67 invånare per kvadratkilometer.